# Jean-Baptiste Colbert, markis de Torcy

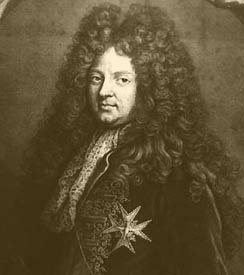
Jean-Baptiste Colbert de Torcy.

Jean-Baptiste Colbert, markis de Torcy och de Sablé, född 14 september 1665, död 2 september 1746, var en fransk diplomat. Han var son till Charles Colbert samt bror till Charles-Joachim Colbert och Louis François Henri Colbert.
Redan i ungdomen bestämdes Colbert för den diplomatiska banan, och från 20-årsåldern besökte han Europas flesta hov (1685 det svenska) för att lära känna dem och fullkomna sina språkkunskaper. 1689 utsågs han till sin fars efterträdare, och tog en alltmera betydande del i det diplomatiska arbetet men utnämndes först år 1700 till utrikesminister.
Som sådan tillstyrkte han mottagandet av Karl II av Spaniens testamente, vilket gav signalen till det spanska tronföljdskriget. 
De svåra militära motgångarna för Frankrike omöjliggjorde länge en framgångsrik diplomati, men Colbert begagnade torypartiets seger i England 1710 för att inleda separatförhandlingar. Han förstod att skickligt utnyttja alla gynnsamma omständigheter och så uppnå den för Frankrike oväntat gynnsamma freden i Utrecht 1713. 
Efter Ludvig XIV:s död skildes Colbert från ledningen av utrikesangelägenheterna, men hans ställning som generalpostmästare från 1699 till 1721 tillät Colbert att hålla sig väl underrättad om även de hemligaste förhandlingar, och han utövade även en tid därefter bakom kulisserna ett rätt stort inflytande. I början av 1720-talet drog han sig dock helt tillbaka till privatlivet.
Colbert har efterlämnat vidlyftiga och för tidens historia mycket viktiga memoarer, som snarast är utdrag ur den diplomatiska korrespondensen, vilka för tiden 1697-1713 är tryckta, och för de följande åren bevaras i manuskript i Bibliothèque nationale. Colberts Journal pendant les années 1709, 1710 et 1711 utgavs 1903 av Frédéric Masson.